# Guerra civil española en Cataluña

Mapa de España en julio de 1938 después de la ofensiva de Aragón y cuando comenzó la batalla del Ebro.
Leyenda
Zona bajo control franquista
Zona bajo control republicano
Principales centros franquistas
Principales centros republicanos

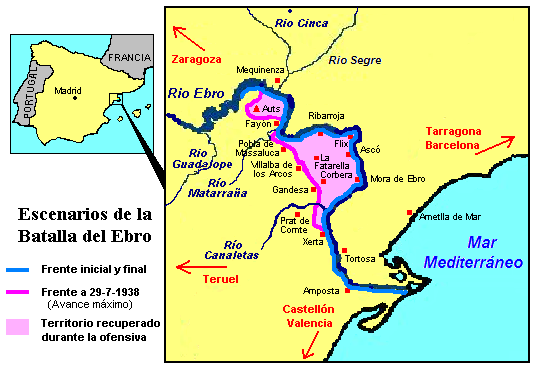
Mapa de la zona donde se desarrolló la Batalla del Ebro.

La guerra civil española en Cataluña comenzó, como en el resto de España, con el alzamiento del ejército colonial del Marruecos español (junto con otras guarniciones en la península), el 18 de julio de 1936 en contra de la República.
Cataluña fue la única zona de toda España que consiguió una ley de colectivización, fruto de la unión de todas las fuerzas republicanas dentro del Consejo de Economía de Cataluña.
En el resto de la España republicana no se pudo generalizar la legislación colectivizadora vigente en Cataluña.
Después de la victoria electoral de las izquierdas en febrero de 1936 (en Cataluña bajo la bandera del Frente de Izquierdas de Cataluña) y la sustitución del presidente conservador Niceto Alcalá-Zamora por el izquierdista Manuel Azaña la tensión política se continuó incrementando. Los actos violentos de los dos bandos culminaron con el asesinato del líder de la derecha, José Calvo Sotelo. Pocos días después tuvo lugar el fallido alzamiento de Estado contra la II República, que desembocó en la guerra civil. En Barcelona, el alzamiento fue liderado por el general Manuel Goded, pero la oposición armada de los militantes de sindicatos y partidos de izquierda y la decisiva intervención de la Guardia Civil propició el fracaso de la rebelión. A partir de este momento, Cataluña quedaría dentro del sector no controlado por los nacionales y bajo la teórica autoridad del Gobierno republicano.
El desarrollo de la guerra en Cataluña se caracterizó en una primera fase por una situación de doble poder: el de las instituciones oficiales (la Generalidad y el Gobierno republicano) por un lado; y el de las milicias populares armadas coordinadas por un Comité Central de Milicias Antifascistas de Cataluña, por otro. Se desencadenó una oleada de represión contra los sectores a los cuales se consideraba afines a los nacionales, principalmente religiosos católicos y simpatizantes de la Liga Catalana. La poco coordinada acción militar se encaminó en dos direcciones: una ofensiva contra el Aragón controlado por los nacionales, que sólo permitió estabilizar el frente durante un tiempo, y un fracasado intento de conquistar Mallorca.
Con el avance de la guerra se produjeron también graves enfrentamientos entre las organizaciones que querían dar prioridad a la revolución social, principalmente la CNT y el Partido Obrero de Unificación Marxista, y quienes consideraban prioritario dirigir los esfuerzos al frente bélico y mantener el apoyo de los sectores moderados. Este segundo sector lo integraba en el Gobierno republicano, el PSUC, Esquerra Republicana de Cataluña y otros partidos. El enfrentamiento culminó en las jornadas de mayo de 1937, durante las cuales ambos bandos se enfrentaron con las armas. La victoria del bando gubernamental supuso una mayor integración de los anarcosindicalistas en la disciplina del Ejército Popular de la República y la eliminación (incluso física) del POUM, incómodo rival comunista para el PCE y el PSUC (y dominado por los prosoviéticos). Tampoco fue buena la colaboración entre la Generalidad dirigida por Companys y el Gobierno republicano debido al deseo de este de centralizar el mando bélico y en la tendencia de aquella a exceder sus competencias estatutarias.
Finalmente el ejército rebelde rompió en dos el frente republicano al liberar Vinaroz, lo que aisló a Cataluña del resto del territorio republicano (constituido ya solo por Valencia y la zona central). La derrota de los ejércitos republicanos en la batalla del Ebro permitió la liberación de Cataluña por las tropas encabezadas por el general Franco entre 1938 y 1939. La victoria total del Generalísimo supuso el fin de la autonomía catalana.

## La frustrada Olimpiada Popular
La Olimpiada Popular de 1936 ha sido, en la memoria histórica, uno de aquellos referentes muy citados, pero pocas veces explicados y contextualizados correctamente. Se ha dicho que se trataba de un tipo de reunión de comunistas de todo el mundo que sólo utilizaban el deporte como una excusa. Incluso hay quien los ha confundido con los primeros miembros de las Brigadas Internacionales. Nada de todo esto es cierto. Se debe tener en cuenta la tradición deportiva catalana, que desde los años veinte estaba haciendo hincapié en la democratización de la práctica deportiva. Este proceso condujo a la creación del Comité Catalán pro-Deporte Popular (CCEP), del que formaban parte entidades como el Centro Gimnástico Barcelonés, el Club Femenino de Deportes, el Ateneo Enciclopédico Popular o el Centro Autonomista de Dependientes del Comercio y de la Industria. Todo ello produjo una organización alternativa al Comité Olímpico Internacional.
Barcelona era una de las ciudades que aspiraban a organizar los Juegos Olímpicos de 1936. Los aristocráticos y conservadores miembros del COI, en una reunión celebrada precisamente en Barcelona, se decantaron por Berlín.
La fecha del 19 de julio fue la elegida para el inicio de la Olimpiada alternativa. Incluso se hizo un ensayo de la ceremonia inaugural a la vez que algunos organizadores habían hecho noche en el Estadio de Montjuic. La guerra puso fin a la iniciativa. Por eso, desde entonces, la Olimpiada Popular fue un mito en el país y fuera de este. En el COI ―que reconoció el Gobierno franquista en plena guerra civil― todavía lo recuerdan. 
El poeta José María de Segarra escribió el Himno de la Olimpiada, con música del compositor alemán Hanns Eisler, que empezaba y acababa con estas estrofas:
No es por odio, no es por guerra
que venimos a luchar de cada tierra;
bajo el cielo azul
la única palabra que nos escae
es un grito de alegría: la paz.
(...).
Contra los bajos gritos innobles
levantamos hacia el cielo nuestras manos!
Vibren los cantos
porque se vuelvan más grandes
y más entregas los pueblos!

## Los primeros antifascistas extranjeros
Se ha hablado mucho de la epopeya de las Brigadas Internacionales olvidando, a menudo, que los primeros voluntarios antifascistas extranjeros fueron los atletas internacionales que se habían dado cita en Barcelona para celebrar la Olimpiada Popular. Cómo han explicado Andreu Castells y más recientemente Carles Santacana, con Xavier Pujadas y Arno Lustiger, varios deportistas obreros, y entre ellos los emigrantes políticos alemanes e italianos, no dudaron en alistarse a una de las 22 milicias que los partidos y sindicatos prepararon deprisa y corriendo en respuesta a los insurrectos. Además, entre estos voluntarios formaron la primera agrupación de combate, la Thaelmann (nombre del secretario del Partido Comunista de Alemania, prisionero de los nazis desde 1933 en el campo de concentración de Buchenwald). Estos voluntarios, organizados por Max Friedemann y Chain Besser, estuvieron presentes en todos los combates barceloneses e incrementaron sus hileras gracias a los exiliados judíos alemanes y también polacos y húngaros. El 23 de julio, junto con las columnas cenetistas y del POUM, marcharon hacia el frente aragonés.
El mismo día, la mayoría de los deportistas se despidieron del presidente de la Generalidad, Lluís Companys. La presencia de estos atletas y, sobre todo, la de los periodistas que los acompañaron, fue de suma importancia dado que informaron de la realidad a la prensa internacional y democrática de sus países.

## La batalla de Barcelona (19-20 de julio): El triunfo republicano en Cataluña
Los conspiradores confiaban en el triunfo de la revuelta en toda Cataluña gracias a la adhesión a su causa de la oficialidad mediana de varios regimientos establecidos en la ciudad de Barcelona. Contaban con la complicidad de los oficiales de la Unión Militar Española (UME), fuertemente españolistas y enemigos de los sentimientos catalanistas y de izquierdas del Gobierno de la Generalidad de ERC. Pero no estaban con ellos las máximas autoridades militares destacadas en Cataluña: el general Francisco Llano de la Encomienda, capitán general de la IV División Orgánica, y el coronel José Aranguren Roldán, jefe de los efectivos de la Guardia Civil en la 4.ª Zona.
El plan de los nacionales era hacer converger los diferentes regimientos de la llanura de Barcelona hacia la Plaza de Cataluña, tras lo cual, a continuación, conquistar la Comisaría General de Orden Público, el palacio de la Generalidad y la Capitanía General. Cómo que sabían que Llano no secundaba el alzamiento, estaba previsto que el general Goded viniera volando desde Mallorca con un hidroavión y destituyera al general Llano para hacerse con el control de la Capitanía General y, así, de toda Cataluña.
Durante los días previos no era ningún secreto que se estaba gestando un alzamiento militar contra la República: se hablaba abiertamente en los periódicos, en la radio y en la calle.
Los conspiradores, las fuerzas del Gobierno de la Generalidad y la FAI preparaban sus planes, y los tres lo hacían pensando en los precedentes de los Hechos de octubre de 1934: los primeros confiados a repetirlos fácilmente, y los segundos y terceros a evitarlos. Pocos días antes la Generalidad había nombrado Comisario General de Orden Público a Federico Escofet, quién se ocupó de recopilar toda la información de los nacionales y a prever todas sus estrategias mediante las cuales podían optar para tomar Barcelona. Preparó una estrategia que evidenciara que los nacionales se encontraban en minoría y se estaban levantando contra la legalidad vigente. Por su cuenta, la CNT-FAI tenía vigiladas todos los cuarteles para dar la señal de alerta cuando los soldados salieran. Su estrategia era dejar salir los nacionales de los cuarteles para atacarlos con la guardia baja y apoderarse de las armas que hubiera en el interior. La tarde del 18 de julio, sábado, se conocieron las noticias que el alzamiento había empezado: movimientos no autorizados del ejército colonial en Marruecos alertaron a los medios, al Gobierno de la República y el Gobierno autónomo catalán.
No toda la oficialidad del ejército destacado en Barcelona estaba con los nacionales. En muchos cuarteles los oficiales leales a la República fueron detenidos por los nacionales o se mantuvieron al margen del alzamiento . Además, como era el mes de julio, buena parte de la tropa se encontraba con permiso de verano o ya licenciada, así que los cuarteles estaban en buena medida vacíos.

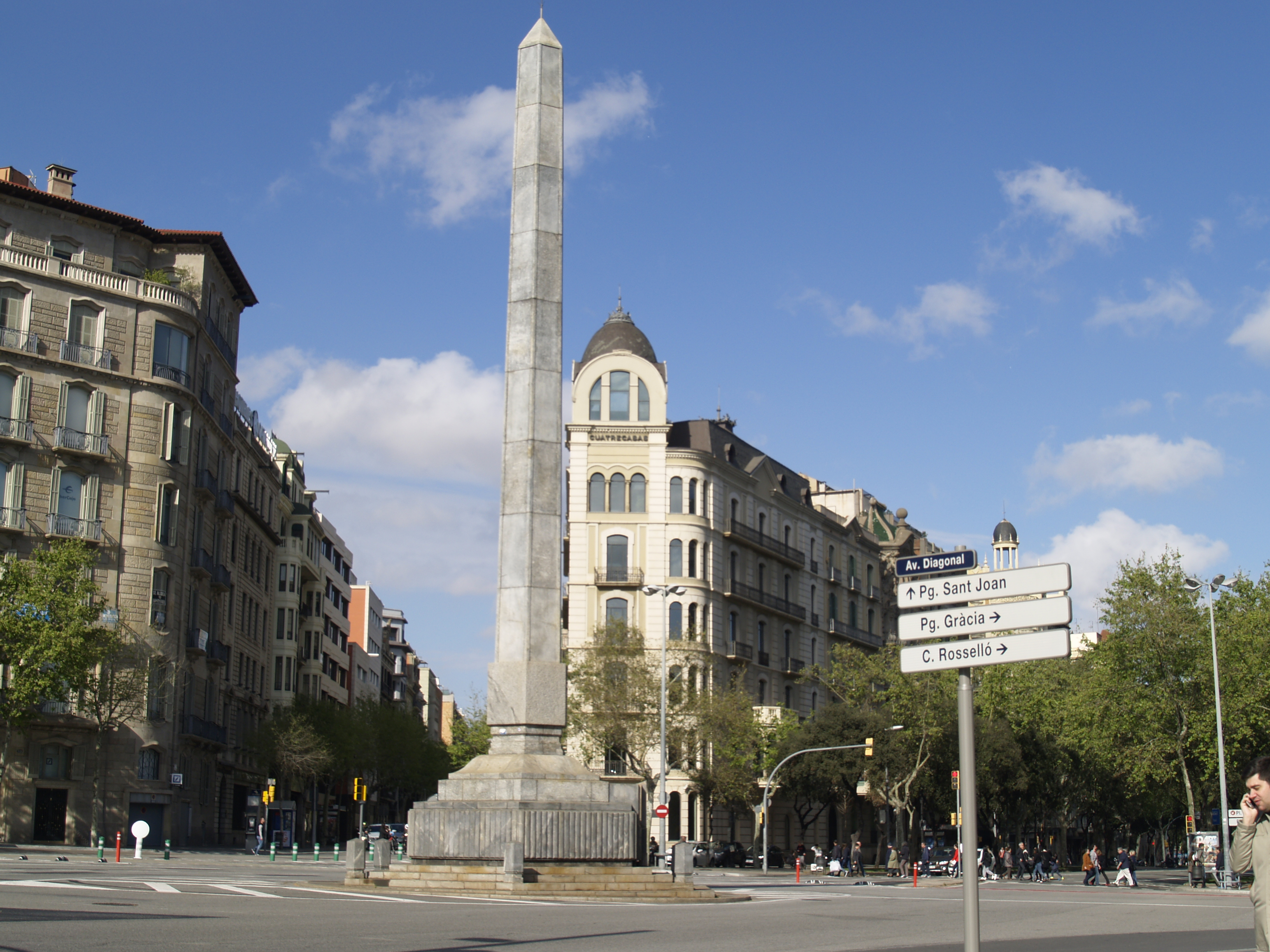
Obelisco en el centro del Cinco de Oros. En este cruce las fuerzas republicanas contuvieron a los insurrectos.

A las 4:30 de la madrugada del 19 de julio de 1936 salían las primeras tropas nacionales de los cuarteles de Pedralbes. Inmediatamente empezaron a sonar las sirenas de todas las fábricas de Barcelona y de los barcos del puerto alertando la población. Empezaron a surgir barricadas en muchas calles de la ciudad construidas por militantes de la CNT, ERC y otras organizaciones políticas. Siguiendo el plan establecido, el comisario general de orden público, Federico Escofet, dispuso rápidamente las compañías de Guardias de Asalto y de Mozos de Escuadra en varios puntos neurálgicos de la ciudad por donde tenían que pasar las columnas alzadas: en el Paralelo a la altura de Astilleros para cortarlos el paso hacia la Capitanía, la Plaza Cataluña para cortar el paso hacia el centro de Barcelona y para proteger el edificio de la Telefónica, al Plan de Palacio para proteger la sede de la Consejería de Gobernación y al cruce Cinco de Oros (Paseo de Gracia con Diagonal) para ser punto de paso de los cuarteles tanto de Pedralbes cómo de Gracia. Finalmente dispuso las reservas protegiendo el Palacio de la Generalidad y la sede de la Comisaría General de Orden Público en la Vía Layetana, donde se trasladó en persona el presidente Lluís Companys. La estrategia se vio acertada puesto que fueron los principales escenarios del enfrentamiento con los nacionales, los cuales quedaron encallados durante las horas siguientes.
La Plaza España fue otro de los escenarios de lucha, en la cual la resistencia quedó a cargo básicamente de los trabajadores de Hostafrancs. El tiempo iba a favor de los leales a la República porque a medida que pasaba centenares de barceloneses armados salían a la calle y se dirigían allí donde se sentían los disparos para sumarse a las fuerzas republicanas y obreras. Mientras tanto la dirección anarcosindicalista se instaló a las 07:00 en el Arco del Teatro de la Rambla porque creían, erróneamente, que los rebeldes se dirigirían a Capitanía por la calle Santa Pau. Cómo que no aparecieron subieron ellos mismos la calle hasta llegar al Paralelo, donde ayudaron a derrotarlos. A las 11:30 de la mañana los militares alzados ya habían sido vencidos en el Paralelo, la Estación de Francia y al cruce de Pau Claris con Diputación, mientras que los combates continuaban en la Plaza de Cataluña y la plaza Universidad. A partir del mediodía centenares de espontáneos esperaban a las puertas de los cuarteles casi desiertos para poder asaltarlos y tomar las armas de su interior.
En cuanto al general nacional Goded, su hidroavión ya había amerizado en los muelles de la Aeronáutica Naval y a las 13:00 había conseguido llegar a Capitanía donde el general Llano de la Encomienda, rodeado de nacionales que no se atrevían a detenerlo, hacía repetidas llamadas ordenando a las tropas que se mantuvieran en sus puestos. Goded lo destituyó, pero a aquellas alturas el alzamiento ya había fracasado en Barcelona. Fue entonces cuando llamó al coronel Aranguren, jefe de la guardia civil, pidiéndole que se sumara al alzamiento, pero esta se negó: a las 14:30 centenares de guardias civiles desfilaron por la Vía Layetana saludando al presidente Companys y poniéndose a las órdenes del comisario general Federico Escofet. A partir de las 15:00 entraron en combate en la plaza de la Universidad y la plaza de Cataluña, decantando definitivamente la batalla a favor de la legalidad republicana. Durante la tarde las fuerzas combinadas de la Guardia de Asalto, de la Guardia Civil y una considerable masa obrera armada, con la ayuda de los cañones capturados por la mañana, mantuvieron una dura lucha contra los nacionales recluidos en la Capitanía desde las 16:30 hasta más allá de las 18:00 horas, cuando finalmente fueron vencidos y el general Goded detenido y salvado del linchamiento de la masa congregada. Fue trasladado inmediatamente en presencia del presidente Companys y obligado a reconocer la derrota a través de la radio. Después él y el resto de prisioneros fueron encerrados en el barco-prisión Uruguay.
Una vez derrotados los militares nacionales, la ciudad quedó en un estado manifiesto de euforia revolucionaria. Los soldados habían abandonado los cuarteles: unos para sabotear el alzamiento militar o para no tener que participar en el alzamiento de los nacionales; otros lo hicieron amparados por el decreto del Gobierno de la República del día antes en que disolvía las unidades alzadas; y otros simplemente marcharon ante el vacío de poder y la agitación social. El día 20 de julio Federico Escofet envió una compañía de la Guardia Civil al cuartel de San Andrés para proteger la armería de 30.000 fusiles que contenía, pero cuando llegaron ya había sido ocupada y las armas repartidas entre los confederales de la CNT-FAI y el lumpen de Barcelona. Entre los días 20 y 21 derrotaron a los militares atrincherados en los Astilleros, las dependencias militares de Colón y el convento de los carmelitas, algunos de los cuales fueron linchados.
En el resto de Cataluña el ejército se alzó en Mataró, Gerona, Figueras y Lérida, pero renunciaron enseguida a la insurrección cuando el alzamiento fracasó en Barcelona. En Tarragona, la Seo de Urgel y Manresa, las guarniciones se mantuvieron leales a la legalidad republicana.

## Transformaciones revolucionarias en la retaguardia republicana. La revolución anarquista del 19 de julio en Barcelona
Además de suponer el fracaso de la revuelta militar, la jornada del 19 de julio tuvo una gran trascendencia para la historia posterior, puesto que el poder político se trasladó a la calle, a manos del movimiento popular, especialmente de los anarquistas, que habían contribuido decisivamente en la derrota del ejército. En Barcelona, el asalto a los cuarteles de los Astilleros y de San Andrés los proporcionó un importante arsenal bélico que los dio la hegemonía, en detrimento de las otras fuerzas políticas y de la Generalidad de Cataluña.
Las organizaciones obreras de signo anarquista asaltaron el cuartel de San Andrés de Palomar la mañana del día 20 de julio, donde consiguieron gran cantidad de armas y material de guerra. Las armas y la determinación a la hora de enfrentarse a los militares insurrectos hicieron de la CNT-FAI la auténtica fuerza del poder en la Barcelona del día siguiente del alzamiento de Estado. El mismo 20 de julio por la tarde, Joan García Oliver y Buenaventura Durruti, entre otros dirigentes anarquistas, se presentaron armados al despacho del presidente Companys, el cual, en un intento controvertido de mantener la legalidad democrática, aceptó la creación del Comité Central de Milicias Antifascistas de Cataluña, que tenía que ser el auténtico órgano de poder en Cataluña hasta su disolución el mes de septiembre.
Paralelamente a la eclosión de personalidades dentro del anarcosindicalismo que eran partidarios de colaborar con las autoridades republicanas en la victoria sobre los militares nacionales y la necesidad del mantenimiento del orden y la legalidad (Joan Peiró, Joan García Oliver, Diego Abad de Santillán), aparecieron otros dirigentes -mayoritariamente de la FAI- que proclamaron la revolución y promovieron las Patrullas de Control del Comité Central de Milicias Antifascistas de Cataluña o de incontrolados, que sembraron el terror por toda Cataluña (Manuel Escorza del Val o Dionís Eroles Batlló).
El proceso revolucionario que estalló en la zona republicana fragmentó el poder político. En cada región se constituyeron juntas que administraban el poder sin tener en cuenta al resto de la República. La revolución también tuvo consecuencias de carácter militar puesto que no existió un mando unificado con capacidad de planificar una acción bélica, mientras que las unidades regulares sufrieron un proceso de descomposición que las convirtió en inservibles. Las milicias populares, que quisieron sustituir las unidades militares, resultaron ineficientes e indisciplinadas. Un último aspecto del proceso revolucionario -que despertó pasiones entre las observadores foráneos- fue la cuestión social y económica: los anarquistas, pero también los comunistas y los socialistas, pusieron en marcha una colectivización de la propiedad, intensa en el campo de Andalucía y de Aragón y en la industria catalana.

## El Comité Central de Milicias Antifascistas de Cataluña
Companys propuso a los dirigentes anarcosindicalistas la creación de un nuevo organismo, integrado por representantes de todas las fuerzas políticas izquierdistas y sindicales, que se encargara de hacer frente a la amenaza fascista. Este organismo se tenía que denominar Comité Central de Milicias Antifascistas. El primer objetivo que se planteaba Companys era reorganizar las fuerzas armadas a través de este nuevo organismo, y daba esta finalidad al Comité de Milicias, que proponía a todas las fuerzas políticas y sindicales en espera de que los anarquistas, esencialmente hombres combativos, se integrarían y se desentenderían de las cuestiones políticas.

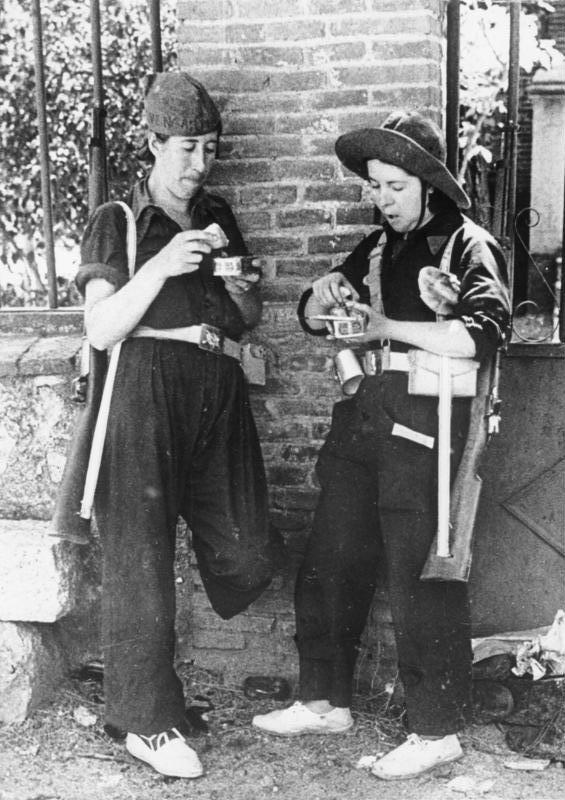
Milicianas a principios de la guerra. En el bando del Frente Popular el poder pasó del gobierno a las milicias antifascistas.

Los dirigentes aceptaron a condición de que el mencionado Comité fuera el órgano superior de Cataluña en los ámbitos de política, economía y ejército. A partir de su creación, el día 21 de julio, el Comité dio respuesta a la nueva correlación de fuerzas surgida después de la derrota del alzamiento militar en Cataluña. El Comité reunió representantes de las organizaciones sindicales y los partidos del Frente Popular, a pesar de que el predominio era netamente anarcosindicalista bajo las figuras de Juan García Oliver, Buenaventura Durruti y Diego Abad de Santillán, que también impusieron un Consejo Supremo de la Economía en Cataluña para dirigir el decreto de colectivizaciones en fábricas y empresas. Joan García Oliver se convirtió, en la práctica, en el jefe del Comité.
Figuraron en el primer comité central tres dirigentes de la CNT (Buenaventura Durruti, José Asens y Joan García Oliver), dos de la FAI (Diego Abad de Santillán y Aurelio Fernández Sánchez), tres de la UGT (José del Barrio, Salvador González y Antonio López), uno del PSUC (Josep Miret i Musté), dos del Partido Obrero de Unificación Marxista (Josep Rovira y Julián Gorkin), tres de ERC (Artemi Aiguadé, Jaume Miravitlles y Joan Pons), uno de la Unió de Rabassaires (Josep Torrents Rossell) uno de Acción Catalana Republicana (Tomás Fábregas), Lluís Prunés y dos militares (Vicente Guarner y José Guarner), como asesores de la Generalidad.

## La entrada de la CNT-FAI en el gobierno de la Generalidad de Cataluña
El consejero primero del Gobierno de la Generalidad Joan Casanovas dimitía el 25 de septiembre al haber fracasado en el intento de recuperar las competencias que el Comité Central de Milicias Antifascistas de Cataluña había arrebatado en el Gobierno y poder restablecer a continuación el orden en medio de la situación caótica que Cataluña vivía. El nuevo consejero primero Josep Tarradellas nombraba el 26 de septiembre el nuevo gobierno, en el cual se integraban cuatro consejeros procedentes de partidos o sindicatos revolucionarios: Andreu Nin (POUM) de Justicia, Joan Porqueras (CNT) de Economía, Josep Juan i Domènech (CNT) de Abastecimientos y Antonio García Birlán (FAI) de Sanidad y Asistencia Social. El nuevo organismo ni siquiera se pudo llamar Gobierno de la Generalidad, sino "Consejo de la Generalidad", por imperativo de la FAI.
La primera decisión del nuevo organismo fue la supresión del Comité Central de Milicias Antifascistas de Cataluña, que ya no les hacía falta a las organizaciones anarquistas, puesto que sus representantes ya constituían el órgano de gobierno en una proporción muy parecida a la del Comité. No se suprimieron, pero, las siniestras Patrullas de Control y al consejero de Seguridad Interior, Artemi Aiguader i Miró (ERC), le fue impuesto como jefe de Servicios de la Comisaría General de Orden Público, Dionís Eroles i Batlló, miembro de la FAI y antiguo pistolero de esta organización. Un grupo de sus agentes, denominados "los chicos de Eroles", desarrollaron, de manera autónoma, sangrientas actividades de represión.

## Violencia y represión en la retaguardia republicana
Desde el día siguiente mismo de la victoria popular sobre los militares nacionales conseguida en las calles de Barcelona, en la mayoría de pueblos de Cataluña empezaron a producirse asesinatos de eclesiásticos y de personas que tenían algún tipo de vinculación -a menudo remota- con la Iglesia, con partidos de derecha o simplemente fueran acaudaladas, a cargo de las Patrullas de Control o de simples incontrolados. La situación se alargó durante nueve meses y medio y no se paró del todo hasta que las Jornadas de mayo de 1937 volvieron la sociedad catalana a la legalidad republicana.
A pesar de la instrumentación por parte del régimen franquista de las víctimas de la represión revolucionaria en la retaguardia republicana y de las exageradas valoraciones que proyectó, los últimos estudios han estimado en 8148 personas el número de asesinatos producidos en Cataluña durante este periodo. De estos, más de 2000 fueron eclesiásticos, de los cuales unos 1190 eran curas, unos 795 religiosos regulares y 50 monjas.
Según fuentes de la Generalidad de Cataluña, la cifra total de víctimas entre julio de 1936 y febrero de 1939 fue de 8.352, mientras que sólo entre julio y septiembre, el periodo más duro de la represión el número de personas asesinadas fue de 4.682. Según esta misma fuente, la pertenencia de estas personas era:
- Religiosos: 2441
- Liga Regionalista: 281
- Carlistas: 1199
- CEDA: 213
- Falange: 108
- Renovación Española: 70
- Acción Ciudadana: 117
- Unión Patriótica: 36
- Sindicato Libre: 110
- Federación de Jóvenes Cristianos:[18] 73
- Otros: 34

El clima de terror que durante estos meses se apoderó de buena parte de la población se complementó con la destrucción de un gran número de iglesias y otras estructuras religiosas, así como de muchas obras de arte y de imaginería religiosa que fueron quemadas o destruidas casi impunemente por los pelotones, los cuales adoptaban a menudo la táctica de ir a asesinar o destruir las iglesias de pueblos vecinos, pero no del propio.
Varios historiadores consideran que esta sangrienta represión en la retaguardia republicana durante los primeros meses de guerra fue un elemento que contribuyó especialmente a "asustar" a las democracias occidentales y a que no decidieran ayudar abiertamente al gobierno republicano legítimo.

## Bombardeos de las ciudades catalanas

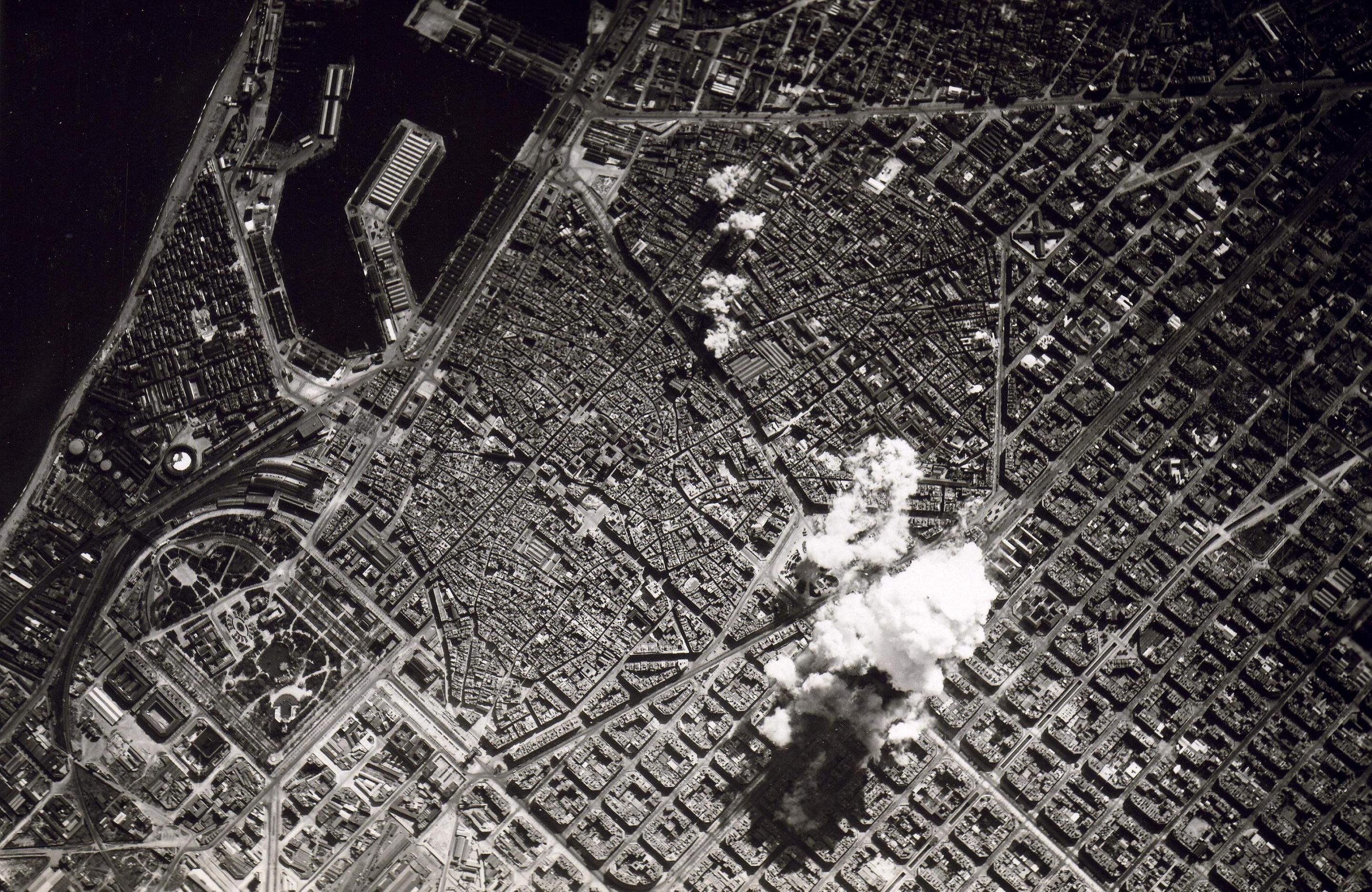
Bombardeo de Barcelona el 17 de marzo de 1938, fotografiado desde un bombardero italiano.

La retaguardia catalana sufrió frecuentes bombardeos de la aviación italiana, como por ejemplo los Bombardeos de Barcelona de marzo de 1938, entre los días 16 y 18 de marzo, que causó un millar de muertos, o el Bombardeo de Granollers del día 31 de mayo, que ocasionó más de doscientos muertos. Durante la guerra, Barcelona fue bombardeada en 194 ocasiones por el ejército nacional y sus aliados, que fue ayudado por la Alemania de Hitler y la Italia de Mussolini, y que convirtieron España en un banco de pruebas para la Segunda Guerra Mundial, siendo la primera gran capital bombardeada por la aviación moderna, sobre todo por la Aviazione Legionaria italiana. El primer bombardeo fue del crucero italiano Eugenio di Saboya el 13 de febrero de 1937, que dejó 18 muertos. El primer bombardeo aéreo tuvo lugar el 29 de mayo (60 muertos), al cual se sucedieron numerosas réplicas a lo largo de la contienda (con especial virulencia del 1 al 30 de enero de 1938 y del 16 al 18 de marzo de 1938 en que se calcula que murieron la mitad de las víctimas de los dos años de bombardeos). El balance final fue de unas 2500 víctimas, la mayoría civiles. A causa de los bombardeos, los ciudadanos construyeron más de 1400 refugios en toda la ciudad para poder protegerse.
La ciudad fue liberada por el ejército franquista el 26 de enero de 1939, que abolió la autonomía catalana y sus instituciones políticas, como la Generalidad, y prohibió el uso de la lengua catalana y sus manifestaciones culturales.
| Los bombardeos en la retaguardia republicana. Granollers, un caso paradigmático. | Los bombardeos en la retaguardia republicana. Granollers, un caso paradigmático. |
| --- | --- |
| | |
| Un grupo de Saboya-Marchetti SM.79 volando en formación. Los cinco Saboya S-79 que atacaron Granollers habían salido a las ocho de la mañana del aeropuerto de Son San Joan, en Mallorca. En la isla, la aviación fascista italiana había concentrado entre treinta y ocho y cuarenta y cinco aviones, básicamente bombarderos Saboya S-79 y S-81, además de cazas Fiat CR-32. | Esta fotografía de Winifred Bates muestra la destrucción de la ciudad de Granollers después del ataque de la aviación italiana (inicialmente se atribuyó el ataque a la Legión Cóndor, las fuerzas aéreas alemanas, por la brutalidad del bombardeo), el 31 de mayo de 1938. Las bombas cayeron encima de las calles y plazas del centro de Granollers. Sesenta bombas que mataron un mínimo de 224 personas, la mayoría de las cuales eran mujeres, 124, y niños, 33. Centenares de granollerenses cayeron heridos. La capital vallesana no tenía defensas antiaéreas y la alarma de bombardeo no había sonado. Estas dos circunstancias, añadidas al hecho que Granollers no había sufrido nunca ningún bombardeo explican el hecho de que las bombas italianas cogieran a todo el mundo desprevenido. |

## 1939. Liberación franquista de Cataluña
La derrota en la batalla del Ebro dejó exhausta la retaguardia catalana. Cataluña había perdido la capacidad de resistencia puesto que los avances de los ejércitos franquistas incrementaron el número de refugiados (superaban casi el millón, la cuarta parte de la población catalana), y esta superpoblación agravaba todavía más los problemas de subsistencia, que se convirtieron en irresolubles. El hambre se convirtió en la preocupación capital de los catalanes. Además, la producción industrial, desde la liberación franquista de las centrales hidráulicas del Pirineo, había caído en picado y, desde 1938, los bombardeos franquistas sobre la población civil, la llegada del frente de guerra a Cataluña y la movilización general (las famosas quintas del biberón) habían militarizado la sociedad hasta la extenuación.
En este contexto, las tropas franquistas tenían el camino casi libre para iniciar la liberación de Cataluña. El 23 de diciembre cedió el frente del Segre, el 15 de enero caía Tarragona, el 26 de enero Barcelona fue liberada sin resistencia por las tropas del general Yagüe y Gerona lo hizo el 4 de febrero. El día 10 las tropas franquistas llegaban a la frontera francesa. Medio millón de personas habían cruzado la frontera francesa hacia el exilio, concentrados en los campos de donde una buena parte ya no volvería nunca más en sentido inverso.
La República sólo disponía ya de la zona central y veía como los problemas políticos se agravaban. El 28 de febrero el presidente de la República, Azaña, dimite. El día anterior, el 27 de febrero, los gobiernos del Reino Unido y Francia habían reconocido el régimen de Franco. La guerra civil concluyó con un levantamiento militar paralelo en Madrid y en Cartagena, una nueva guerra civil interna en el bando del Frente Popular que enfrentó a los comunistas con el resto de los que combatían por la causa republicana. El mes de marzo el coronel Casado, con la colaboración de sectores socialistas y anarquistas, destituía el gobierno, creaba un Consejo Nacional de Defensa y se enfrentaba militarmente contra tropas comunistas. Durante la segunda quincena del mes de marzo el coronel Casado y el socialista Julián Besteiro iniciaron conversaciones para negociar el fin de la guerra con el general Franco. Este exigió la rendición sin condiciones.
El 28 de marzo Madrid se rinde. Días después lo hacen Valencia, Alicante, Murcia y Almería. El final de la guerra se proclamaba el día 1 de abril, cuando todo el territorio español fue liberado por las tropas franquistas.

## Epílogo: vencedores, vencidos y la tercera vía en Cataluña
La guerra precipitó la desintegración del estado de derecho por culpa del levantamiento militar, la radicalidad incontrolada de los cenetistas -a menudo absurda-, las venganzas por motivos religiosos y políticos, la pérdida del patrimonio religioso debido a la quema y destrucciones diversas y el hambre de la población por el esfuerzo de mantener una guerra y los estragos de los bombardeos, agravado por la presencia de miles de refugiados españoles procedentes del resto del Estado.
La posguerra generó una nueva brutalidad después de la liberación de Cataluña: odio a la autonomía catalana, la represión contra la lengua y la cultura propias. En España fue derrotada la izquierda, en Cataluña, además, el catalanismo. La guerra en Cataluña dejó «una sociedad trastornada, dividida, asustada». Los ideales de una Cataluña autogobernada fueron malogrados por la guerra durante decenios y difícilmente se podía devolver al espíritu exaltado del 14 de abril de 1931 o del Estatuto de Núria de 1932. La guerra civil española había dejado demasiados odios, muertos y asesinatos.

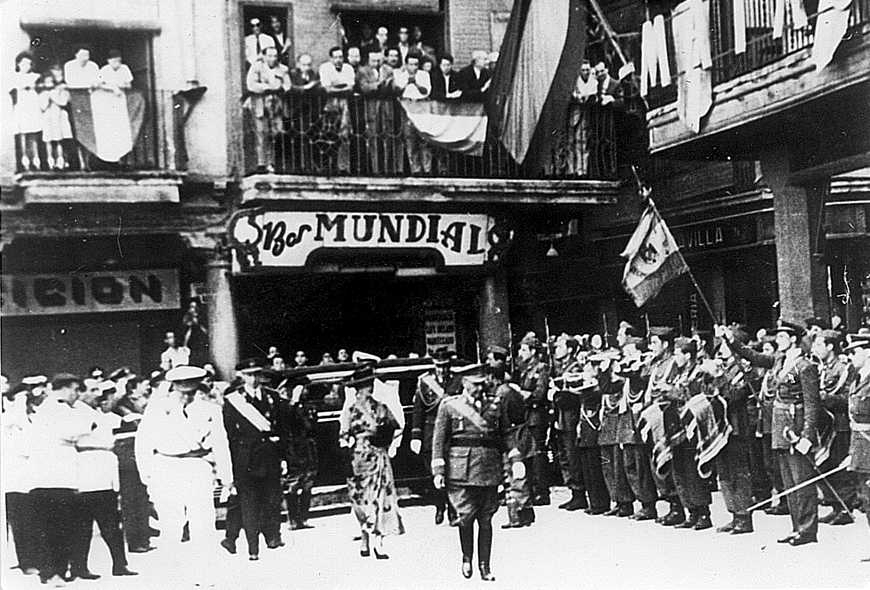
Foto de Joan Barceló. Al pie de foto: "visita del general Franco a la ciudad de Reus. 1940". Francisco Franco recibió de la corporación municipal la medalla de oro de la ciudad en 1944. En 2006 el Ayuntamiento de Reus retiró la distinción honorífica de la ciudad al dictador.

La guerra puso también en relevo no ya la existencia de dos Cataluñas, la de los republicanos y la de los franquistas, sino la de tres: la tercera era la de una mayoría que, habiendo sido de la República y del Estatuto, ya no era de nada, como aquel catalán que respondió, a la pregunta de qué había sido el día más feliz de su vida, «el 25 de enero de 1939 (recordando que los franquistas ocuparon Barcelona el día 26 de este mes) cuando unos se habían ido y los otros todavía no habían entrado»

### La significación de la derrota republicana en Cataluña
Se ha calculado que medio millón de catalanes cruzaron la frontera y si bien muchos volvieron, otros se quedaron o se exiliaron a México, encontraron la muerte en campos de concentración o en la nueva guerra mundial que estaba a punto de estallar. Mientras los gendarmes franceses conducían los soldados y civiles hacia los campos improvisados en las playas de San Cebrián y Argelers, y más tarde en Barcares y Gurs, el gobierno francés no estaba preparado para recibir un alud de gente, y tampoco quería complicar sus buenas relaciones con los vencedores. Los refugiados tuvieron que enfrentarse a la frialdad; la hostilidad, el desconcierto, la piedad o el rechazo casi colectivo de un pueblo que en 1936 había escogido un Frente Popular. Bajo la lluvia, el viento, el frío, la nieve, por la carencia de víveres y de medecinas, con la propagación de epidemias morían los refugiados. Sobre todo los más débiles, los niños.
En el interior, las autoridades franquistas buscaron apoyos, complicidades y colaboraciones. Muchos sufrieron la represión: fusilamientos, vejaciones personales y familiares, expoliación económica, ciudadanos de segunda categoría, con deberes pero sin derechos. Se incitó a la delación y a la denuncia, respondiendo a la voluntad política de implicar, directamente o indirectamente, el máximo de personas en la represión: unas porque se beneficiarían de las depuraciones, otras para satisfacer las ansias de revancha y otras para hacer méritos.
Así, los sospechosos de apoyo a la República que se quedaron en el país, se les envió a las prisiones, como por ejemplo la Modelo de Barcelona o el Castillo de Montjuic, de donde muchos salieron con la salud malograda por siempre jamás. Una vez eran puestos en libertad, se tenían que presentar periódicamente a la Guardia Civil y no podían ejercer ningún cargo público. La oleada represiva no fue puntual, sino que tuvo una dramática persistencia, puesto que el estado de guerra decretado en julio de 1936 no fue derogado hasta el 7 de abril de 1948.
Josep Maria Solé i Sabaté cifra en unos 4000 los ejecutados en Cataluña. No fueran más porque muchos se exiliaron. Los fusilamientos dictados por el franquismo se caracterizaron por su planificación sistemática: «había que ejecutar arbitrariamente para demostrar el poder y la fuerza, para instaurar el terror hasta el muelle del hueso de la sociedad civil. Franco convirtió España en un cuartel regido por la jerarquía, la disciplina y el tufo de incienso».

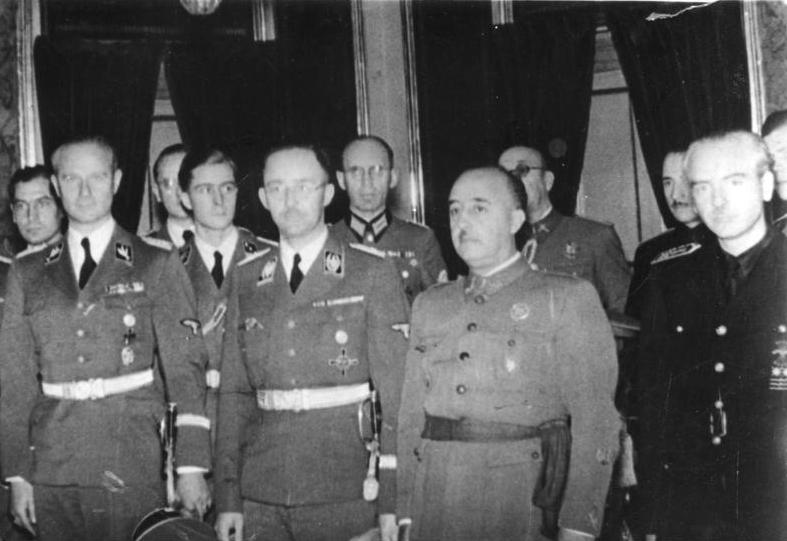
Encuentro en España del general Franco y Heinrich Himmler (jefe de las SS), con Ramón Serrano Suñer, 1940. Fotografía de los archivos federales alemanes. Hitler decidió intervenir en la guerra civil española desde el 25 de julio de 1936. Para la historiografía franquista tardía esta intervención fue a la vez molesta y cómoda. Después de 1945, Hitler ya no es un aliado presentable. Pero se pueden descargar sobre él determinados pecados.

La ley de Responsabilidades Políticas del 9 de febrero de 1939 y la de «Confiscación de Bienes Marxistas» del 23 de septiembre del mismo año, concretaron que las propiedades inmuebles, muebles y los recursos económicos de los partidos, sindicados, asociaciones, entidades, publicaciones, emisoras de radio serían expoliadas, pasando una parte al patrimonio de diferentes organismos del nuevo Estado y el resto sería subastado. Los diarios de izquierda fueron expoliados y pasaron a formar parte de la prensa del régimen. Las personas exiliadas, en algunos casos, fueron desposeídas de una parte de su patrimonio (casas, muebles, tierras...). En las administraciones públicas fueron depuradas todas aquellas personas no adictas al régimen y en el sector privado, el ejercicio de ciertas profesiones liberales fue también objeto de depuraciones obligatorias en todos los colegios profesionales (abogados, médicos...). En las empresas privadas (bancos, fábricas...) también se llevaron a cabo, pero dependieron fundamentalmente de la decisión de la dirección de la empresa.
Todos los partidos políticos y sindicatos fueron proscritos y perseguidos, la lengua y la cultura catalanas fueron prohibidas públicamente,[cita requerida] por todas partes se impuso una dura reacción social, y en la calle irrumpió una nueva simbología llena de banderas imperiales y saludos a la romana. Josep Benet afirmó que el franquismo buscaba «la desaparición de Cataluña como minoría nacional dentro del Estado español, con la destrucción de su personalidad lingüística y cultural»
Además Franco aplicó una política económica autárquica que mantuvo el Estado en una situación de aislamiento internacional y de subsistencia estricta durante más de una década.

### Los datos de muertos y exiliados de la guerra civil en Cataluña
A la hora de hacer recuento general de muertos en la guerra civil en Cataluña hay que contar un mínimo de 38.500 soldados republicanos y 2900 franquistas. Junto a estos hay las víctimas de la represión republicana de 1936 a 1939 que serían unas 8.500, mientras que la represión franquista causó entre 1938 y 1953 unas 4000 víctimas. Finalmente, las de los bombardeos franquistas serían unas 5.500. Estos datos se tienen que completar con el creciente número de defunciones debidas a insuficiencias médicas y alimentarias como resultado de las contingencias bélicas y los que se exiliaron entre finales de enero y febrero de 1939.
El conjunto de pérdidas, entre muertos y exiliados, darían una cifra que oscila entre 130.000 y 150 000 personas que desaparecieron de Cataluña, —sobre un total de casi tres millones de habitantes según el censo de 1936— lo cual determinó unas profundas consecuencias negativas desde el punto de vista demográfico, social y económico.

### Posición internacional
Al inicio de la guerra civil española, los países democráticos europeos apoyaron formalmente a la República, pero pusieron en práctica la no interferencia en un asunto interno.Cómo ya se ha dicho, hicieron la vista gorda a las ayudas de los gobiernos fascistas italiano y alemán al alzamiento militar, mientras en 1938 el Comité de No-intervención ordenó la retirada de las Brigadas Internacionales, hecho que se produjo el 23 de septiembre. El conflicto fue denunciado por el presidente de la República, el Doctor Negrín, en 21 de septiembre de 1938 en la Sociedad de Naciones. Esta condenó el alzamiento militar, pero no atendió las peticiones de ayuda. En la primera Conferencia Internacional de las Naciones Unidas (San Francisco, 1945) la Generalidad de Cataluña en el exilio volvió a exponer la situación de Cataluña.
Acabada la Segunda Guerra Mundial, el régimen de Franco vivió una situación de aislamiento internacional, el 12 de diciembre de 1946, en la 50.ª sesión plenaria de las Naciones Unidas se recomendó que el Gobierno fascista del general Franco fuera excluido como miembro de las Naciones Unidas y, a la vez, se pidió la retirada inmediata de los embajadores hasta que no se constituyera un Gobierno aceptable, siendo excluido como miembro de la ONU, que no lo aceptó hasta el año 1955.